# Nakažení (The Last of Us)
Nakažení (v anglickém originále Infected) je 2. díl 1. řady amerického postapokalyptického seriálu The Last of Us. Scénář k dílu napsal Craig Mazin a díl režíroval Neil Druckmann. Díl měl premiéru dne 22. ledna 2023 na stanici HBO a streamovací platformě HBO Max. V tomto dílu Joel (Pedro Pascal) a jeho partnerka Tess (Anna Torv) doprovázejí mladou Ellie (Bella Ramsey) přes oblast biologického znečištění v Bostonu, aby se dostali do Massachusetts State House.
Režie tohoto dílu byla Druckmannova první zkušenost s režií v televizi; zjistil, že to odráží jeho zkušenosti s režií videoher. Tato epizoda představila „clickery“, zmutovaná stvoření, která se při pohybu řídí zvukem, navržená pomocí protetiky jako referenční materiál ze hry. Natáčení epizody probíhalo v Calgary a Edmontonu v Albertě v říjnu a listopadu 2021. Epizoda získala pozitivní recenze, přičemž kritici vyzdvihovali její scénář, režii, produkční design a herecké výkony, zejména Torv. První den díl zhlédlo 5,7 milionu diváků. Epizoda získala několik nominací na 75. ročníku udílení cen Emmy, včetně nominace pro Torv za nejlepší hostující herečku v dramatickém seriálu.

## Děj
V roce 2003 ukázaly úřady v Jakartě profesorce mykologie Ratně Pertiwi vzorek od člověka, kterého identifikuje jako Ophiocordyceps. Generálporučík Agus Hidayat ukazuje Ratně mrtvolu ženy s lidským kousnutím na noze a plísňovými výrůstky v ústech. Informuje Ratnu, že žena byla zabita poté, co pokousala své spolupracovníky v továrně na mouku, zatímco další spolupracovníci jsou nezvěstní. Ratna poznamenává, že lokalita poskytuje pro houbu vynikající substrát, dodává, že na infekci neexistuje žádný lék ani vakcína, a s obavami doporučuje bombardovat celé město, aby se epidemie zastavila.
V roce 2023 Joel a Tess drží Ellie a požadují informace, aby věděli, proč ji mají za úkol ji doprovázet. Ellie odhaluje, že skupina Světlonošů založila tajný tábor na západě s lékaři, kteří pracují na vakcíně k prevenci infekce, a její DNA může být klíčem k zajištění úspěchu. Joel požaduje, aby se vrátili do karanténní zóny, ale Tess, stále skeptická k imunitě Ellie, ho přesvědčí, aby dodržel jejich dohodu, protože Světlonoši jim poskytnou zásoby.
Když se skupina vydává směrem k Massachusetts State House, Tess objeví smečku infikovaných, která jim blokuje cestu, a vysvětluje Ellie, že houby dokážou vycítit neinfikované lidi na velké vzdálenosti a přitáhnout své hostitele k nim. Tess navrhuje projít si muzeum. Propadnutí střechy přitahuje dva „clickery“, zmutované hostitele, kteří se při pohybu řídí zvukem. Ellie je pokousána a Joel a Tess zabijí clickery. Když dorazí do State House, najdou Světlonoše mrtvé; Joel najde důkazy o infekci a předpokládá, že se navzájem zabili. Tess se snaží najít, kam jít dál, ale Joel jí řekne, že práce je hotová a se vrátí se domů. Tess mu řekne, že se nemůže vrátit, a odhaluje své kousnutí na krku. Odhaluje, že se Ellie znaménko již zahojilo, což dokazuje její imunitu.
Joel zastřelí infikovanou členku Světlonošů, která se na ně pokusí zaútočit a prozradí jejich polohu ostatním infikovaným hostitelům ve městě. Tess řekne Joelovi, aby vzal Ellie k pašerákům Billovi a Frankovi. Když Joel a Ellie odcházejí, pokryje místnost benzínem a granáty. Infikovaný muž zahájí proces přeměny Tess, když zapálí budovu a zabije stvoření. Joel a Ellie před svým odchodem sledují, jak State House exploduje.

## Produkce

### Casting
Role Christine Hakim byla odhalena v traileru v prosinci 2022. Hakim byla kontaktována, aby se objevila v seriálu, přes Instagram. Zpočátku váhala, zda roli přijmout, protože se během pandemie covidu-19 starala o svou matku a manžela, ale přesvědčila ji její praneteř, která je fanynkou hry The Last of Us. Hakim natáčela v Calgary koncem října 2021. Na natáčení přinesla své tradiční batikované šátky a indonéské šperky, které kostýmní oddělení použilo v seriálu. Hakim byla ohromena Druckmannovou schopností režírovat indonéské role a schopností uměleckého režiséra vytvořit Jakartu v Calgary.

## Kritické ohlasy

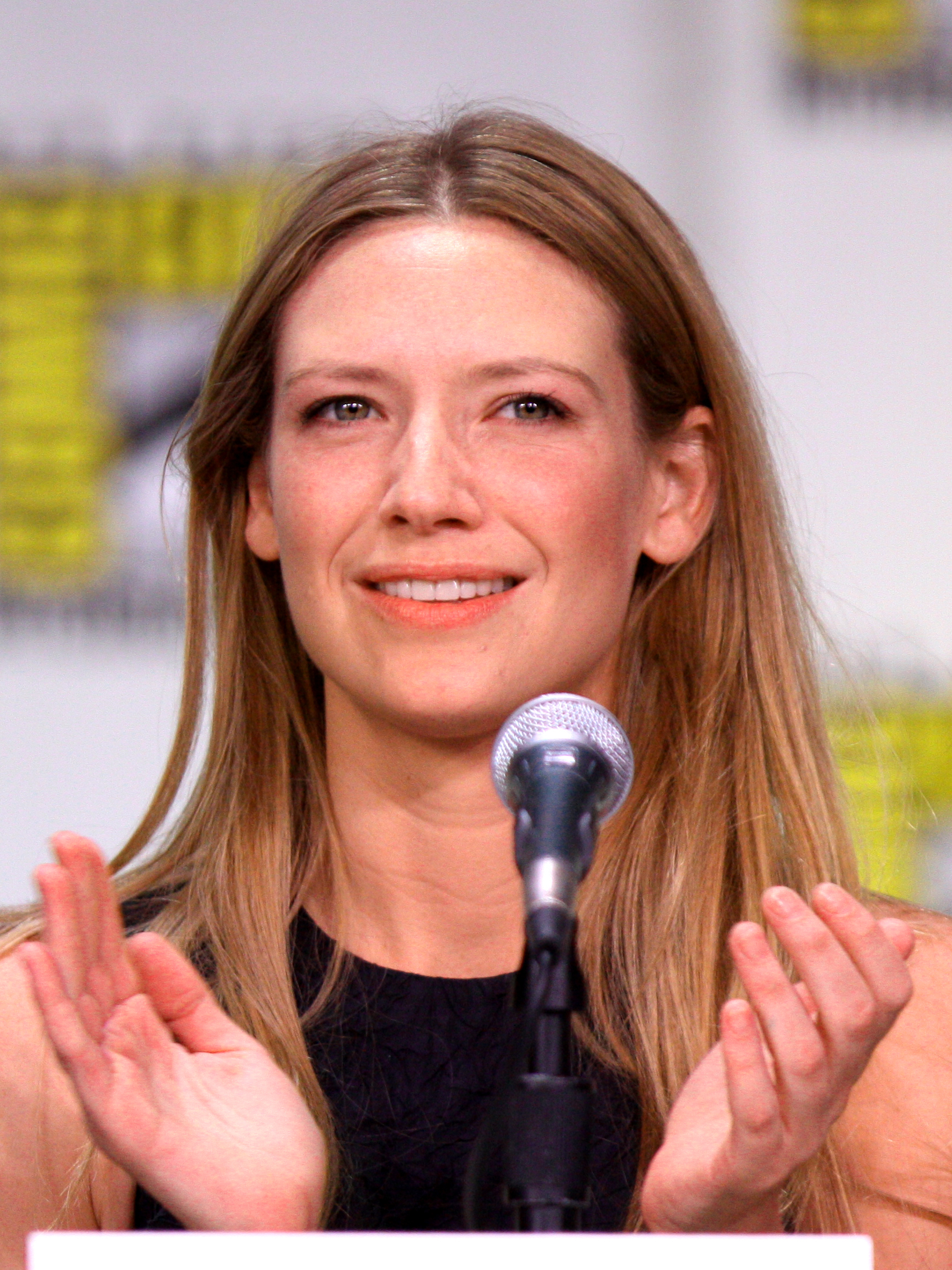
Anna Torv za výkon v této epizodě získala kritický ohlas nominaci na cenu Emmy

Na agregátoru recenzí Rotten Tomatoes získal díl „Nakažení“ hodnocení 97 % na základě 36 recenzí s průměrným hodnocením 8,7/10. Kritický konsenzus webu uvedl, že epizoda obsahuje „úžasný obrat Anny Torv a příšery, které plně využívají svůj děsivý potenciál“. Chválu obdržel Pascalův výkon za svou zdrženlivost a Ramsey za jejich humor a Bernard Boo z Den of Geek vyzdvihnul všechny tři členy obsazení za hraní „se záměrem“, což umožnilo divákům být svědkem jejich emocionálních základů. Aaron Bayne z Push Square poznamenal, že Ramsey ještě „neztělesnila svou roli“ Ellie jako Pascal s Joelem, ale užíval si jejich vzájemné škádlení.
Web TVLine označil Annu Torv za výkon v této epizodě jako Performera týdne. Bradley Russell z Total Film cítil, že Torv předvedla emocionální hloubku Tess a Bernard Boo z Den of Geek označil její výkon jako sofistikovaný a srdcervoucí. Simon Cardy z IGN napsal, že projevila „srdečnost pod zjizveným, ocelovým povrchem“ a chválil její vztah s Pascalovým Joelem. Steve Greene z IndieWire tleskal její schopnosti demonstrovat smutek a bolest Tess pouze pomocí výrazů obličeje. Torv za výkon v této epizodě obdržela nominaci za nejlepší hostující herečku v dramatickém seriálu na 75. ročníku udílení cen Emmy.